# Viktor Albrecht
Viktor Albrecht (Danzig, 3. ožujka 1859. – Weilburg, 28. studenog 1930.) je bio njemački general i vojni zapovjednik. Tijekom Prvog svjetskog rata zapovijedao je 1. gardijskom pričuvnom divizijom, te XVIII. i XX. korpusom na Zapadnom i Istočnom bojištu

## Vojna karijera
Viktor Albrecht rođen je 3. ožujka 1859. u Danzigu. U prusku vojsku je stupio u listopadu 1879. služeći u 1. gardijskoj grenadirskoj pukovniji, nakon čega od svibnja 1880. služi 88. pješačkoj pukovniji sa sjedištem u Mainzu. Potom pohađa Prusku vojnu akademiju, te nakon završetka iste, s činom poručnika u koji je promaknut u ožujku 1887., služi u 128. pješačkoj pukovniji smještenoj u Danzigu. U lipnju 1891. unaprijeđen je u satnika, dok od ožujka 1897. služi u 176. westfalijskoj pješačkoj pukovniji, nakon čega je u siječnju 1900. promaknut u bojnika i premješten na službu u 3. grenadirsku pukovniju sa sjedištem Königsbergu.
U studenom 1904. Albrecht postaje zapovjednikom 1. lovačke bojne, dok je u travnju 1909. unaprijeđen u čin pukovnika. Te iste godine u studenom dobiva zapovjedništvo nad 5. gardijskom pukovnijom, dok u prosincu 1911. postaje glavnim inspektorom mornaričke pješadije. U listopadu 1912. promaknut je u čin general bojnika, dok u srpnju 1913. postaje zapovjednikom 3. gardijske pješačke brigade sa sjedištem u Berlinu.

## Prvi svjetski rat
Na početku Prvog svjetskog rata Albrecht postaje zapovjednikom 1. gardijske pričuvne divizije koja se nalazila u sastavu 2. armije kojom je na Zapadnom bojištu zapovijedao Karl von Bülow. S 1. gardijskom pričuvnom divizijom sudjeluje u početnim borbama na granici, te nakon toga u opsadi Namura. Početkom rujna divizija je međutim, premještena na Istočno bojište gdje sudjeluje u Prvoj bitci na Mazurskim jezerima. Nakon toga Albrecht s 1. gardijskom pričuvnom divizijom sudjeluje u teškim borbama u Poljskoj oko Ivangoroda i na rijeci Bzuri, te tijekom 1915. u gonjenju ruskih snaga nakon uspješne ofenzive Gorlice-Tarnow. Za uspješno zapovijedanje Albrecht je 22. kolovoza 1915. odlikovan ordenom Pour le Mérite. 
U listopadu 1915. 1. gardijska pričuvna divizija s Albrechtom na čelu premještena je na Zapadno bojište gdje u prvoj polovici 1916. u sastavu 6. armije sudjeluje u borbama oko Cambraia. U ljeto 1916. Albrecht sudjeluje u Bitci na Sommi. U međuvremenu je, u siječnju 1916. promaknut u čin general poručnika.
U siječnju 1917. Albrecht postaje zapovjednikom XVIII. korpusa zamijenivši na tom mjestu Heinricha Dedu von Schenka. S navedenim korpusom u sastavu 17. armije sudjeluje u Proljetnoj ofenzivi. Pred sam kraj rata, u listopadu 1918., Albrecht postaje zapovjednikom XX. korpusa koji je na Istočnom bojištu formiran na temelju jedinica rasformiranog Armijskog odjela D.

## Poslije rata
Nakon završetka rata Albrecht je vodio povratak svog korpusa natrag u domovinu, nakon čega je u rujnu 1919. umirovljen. U listopadu 1919. dodijeljen mu je počasni čin generala pješaštva.
Viktor Albrecht preminuo je 28. studenog 1930. u 72. godini života u Weilburgu.

## Vanjske poveznice
(eng.) Viktor Albrecht na stranici Prussianmachine.com

(njem.) Viktor Albrecht na stranici Deutschland14-18.de  Arhivirana inačica izvorne stranice od 18. srpnja 2011. (Wayback Machine)